# Almir Garnier Santos
Almir Garnier Santos (Rio de Janeiro, 22 de setembro de 1960) é um almirante de esquadra brasileiro que foi comandante da Marinha de 9 de abril de 2021 a 30 de dezembro de 2022.

## Carreira
Iniciou sua relação com a Marinha do Brasil aos dez anos de idade, como aluno do curso de formação de operários, na extinta Escola Industrial Comandante Zenethilde Magno de Carvalho. Graduou-se Técnico em Estruturas Navais, na Escola Técnica do Arsenal de Marinha do Rio de Janeiro (AMRJ), em 1977.
Estagiou nas Fragatas Independência e União, à época em construção na carreira do AMRJ. No mesmo ano iniciou o Curso de Formação de Oficiais da Reserva da Marinha.
Em 1978, ingressou na Escola Naval e concluiu o curso de formação de oficial em 1981 como primeiro colocado no Corpo da Armada. No regresso da viagem de instrução, a bordo do Navio-Escola Custódio de Mello, em 1982, foi nomeado Segundo-Tenente, vindo a servir na Fragata Independência, como Ajudante da Divisão de Operações.
Foi promovido ao posto de Primeiro-Tenente em 31 de agosto de 1984. Em seguida iniciou o Curso de Aperfeiçoamento em Eletrônica para Oficiais, no Centro de Instrução Almirante Wandenkolk, localizado no Rio de Janeiro, que concluiu em primeiro lugar no ano de 1985.
Em seguida, desenvolveu suas habilidades operativas servindo a bordo dos navios mais modernos da Esquadra brasileira à época: a Fragata União, a Fragata Independência e o Navio-Escola Brasil, onde ocupou os cargos de Chefe do Departamento e de Encarregado da Divisão de Operações, de Encarregado da Manutenção do Material Eletrônico, de Oficial de Defesa Aérea e Guerra Eletrônica e de Instrutor de Operações de Guardas-Marinhas.
Em 1991, como Capitão-Tenente, foi designado para realizar o Curso de Mestrado em Pesquisa Operacional e Análise de Sistemas na Naval Postgraduate School, em Monterey, Estados Unidos da América. Após a conclusão do Mestrado, serviu em funções técnicas por cerca de dez anos, quando gerenciou equipes de elevado padrão técnico, desenvolvendo projetos de otimização de recursos, de emprego de Poder Naval, de jogos para treinamento de Guerra Naval e de implantação de sistemas de tecnologia da informação e comunicações.
Como Capitão de Corveta, concluiu o Curso de Estado-Maior para Oficiais Superiores em 1998, obtendo novamente a primeira colocação de sua turma. Possui ainda o curso de Master of Business Administration (MBA) em Gestão Internacional pela Universidade Federal do Rio de Janeiro (UFRJ) e o Curso de Política e Estratégia Marítima da Escola de Guerra Naval, concluído com menção honrosa, em 2008.
Comandou o navio tanque "Almirante Gastão Motta", o Centro de Apoio a Sistemas Operativos, o Centro de Análises de Sistemas Navais, a Escola de Guerra Naval e o 2º Distrito Naval, em Salvador.
Em 31 de março de 2010 foi promovido ao posto de Contra-Almirante, em 31 de março de 2014 ao posto de Vice-Almirante e em 25 de novembro de 2018 ao posto de Almirante de Esquadra.
Trabalhou no Ministério da Defesa entre junho de 2014 e janeiro de 2017 como Assessor Especial Militar do Ministro, tendo servido aos Ministros Celso Amorim, Jaques Wagner, Aldo Rebelo e Raul Jungmann.
Como Almirante de Esquadra, foi Secretário-Geral do Ministério da Defesa, na gestão do Ministro Fernando Azevedo e Silva, até 9 de abril de 2021, quando assumiu o cargo de Comandante da Marinha do Brasil. 

## Suposto envolvimento em tentativa de golpe de Estado
Segundo delação de Mauro Cid, ajudante de ordens do ex presidente Jair Bolsonaro, Almir Garnier teria aceito participar de um golpe de estado para destituir o TSE, STF e a democracia brasileira.

#### Investigado por tentativa de golpe de Estado e abolição do Estado Democrático de Direito
A Polícia Federal deflagrou no dia 8/2/2024 a Operação Tempus Veritatis para apurar organização criminosa que atuou na tentativa de golpe de Estado e abolição do Estado Democrático de Direito, para obter vantagem de natureza política com a manutenção do então presidente da República no poder. Garnier Santos foi um dos 33 alvos de busca e apreensão.
Em 21 de novembro de 2024, foi indiciado no inquérito que investiga a tentativa de golpe de estado para manter Bolsonaro no poder mesmo após a derrota para Lula nas eleições de 2022. No dia 26/03/2025, o antigo Comandante da Marinha do Brasil tornou-se réu.
No dia 10 de jundo de 2025, o almirante Almir Garnier, ex-comandante da Marinha, prestou pela primeira vez depoimento sobre os encontros com Jair Bolsonaro em meio às suspeitas de articulação golpista no fim de 2022. No depoimento ao STF, o almirante Almir Garnier negou ter oferecido tropas a Bolsonaro ou recebido minuta de golpe. Ele confirmou reuniões com chefes militares e citou preocupações gerais, sem ordens ilegais. 

## Condecorações[14]
- Ordem do Mérito da Defesa - Grande-Oficial
- Ordem do Mérito Militar - Comendador
- Ordem do Mérito Naval - Grande-Oficial
- Ordem do Mérito Aeronáutico - Comendador
- Medalha Mérito Marinheiro - Duas âncoras
- Medalha Militar com passador de ouro
- Medalha Mérito Tamandaré
- Medalha-Prêmio Escola de Guerra Naval
- Medalha-Prêmio Conde de Anadia
- Ordem de Rio Branco - Grã-Cruz[15]